# Station La Gouesnière - Cancale - Saint-Méloir-des-Ondes
Station La Gouesnière - Cancale - Saint-Méloir-des-Ondes (ook kortweg station La Gouesnière) is een spoorweghalte in de Franse gemeente Saint-Méloir-des-Ondes. Zij wordt bediend door treinen van het netwerk TER Bretagne op het traject Rennes - Saint-Malo.